# White Earth Indian Reservation
Koordinaten: 47° 13′ 39″ N, 95° 43′ 13″ W

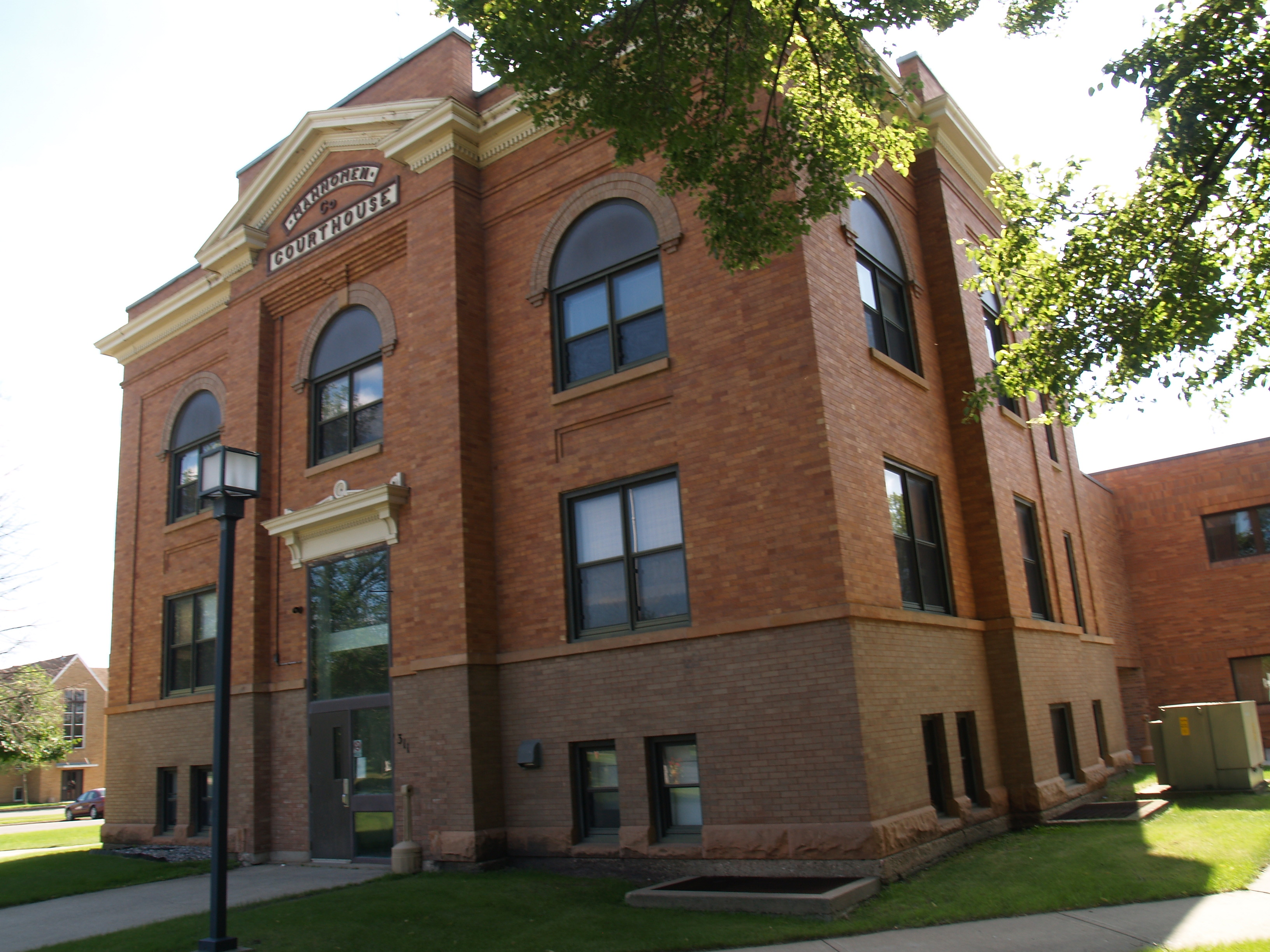
Verwaltungsgebäude von Mahnomen County

Die White Earth Indian Reservation ist ein Indianerreservat im US-Bundesstaat Minnesota. Es ist das größte Indianerreservat nach Fläche im Bundesstaat. Es umfasst die gesamte Fläche des Mahnomen County und Teile von Becker County und Clearwater County. Die Reservatsverwaltung befindet sich im gleichnamigen White Earth. Das Reservat hat eine Fläche von 2.831 km². Es wird von Anishinabe-Indianern und Nachfahren europäischer Einwanderer bewohnt. Es ist eines von sieben Reservaten der Anishinabe in Minnesota. Nach einer Volkszählung aus dem Jahre 2000 hat das Reservat 9.192 ständige Bewohner. White Earth wurde am 19. März 1867 nach Verhandlungen zwischen den Häuptlingen des Indianerstammes und dem Präsidenten Andrew Johnson in Washington gegründet. In der Kleinstadt Mahnomen, dem Verwaltungssitz von Mahnomen County, betreibt der Stamm das Shooting Star Casino. Mit über 1000 Angestellten ist es der größte Arbeitgeber im Reservat und die wichtigste finanzielle Einnahmequelle. Trotzdem liegt die Arbeitslosenquote bei 25 %, die Hälfte der Bewohner gelten als arm. Damit gilt die White Earth als die ärmste Indianerreservation in Minnesota. 